# Всеобщие выборы в Эквадоре (1956)
Всеобщие выборы в Эквадоре проходили 3 июня 1956 года. В результате победу одержал Камило Понсе Энрикес от Народного альянса, в который входили Эквадорская консервативная партия, Социал-христианская партия и Эквадорское националистическое революционное действие, опередив Рауля Клементе Уэрта от Национального демократического фронта, в который входили Эквадорская радикальная либеральная партия, Эквадорская социалистическая партия и Коммунистическая партия Эквадора лишь на 0,4 %. Камило Понсе Энрикес вступипл в должность 1 сентября 1956 года.

## Избирательная кампания
Выборы 1956 года проходили в соответствии с Конституцией 1946 года. Они положили начало политической эре под названием «Веласкиусмо», благодаря преобладанию и доминированию на политической сцене Веласко Ибарры.
Избирательная кампания 1956 года имела особое демократическое значение, потому что в ней кандидат от правых сил пришёл на пост президента республики после 64 лет существования либеральных, просоциалистических и популистских режимов, хотя и благодаря поддержке Веласко Ибарры, который был министром его правительства и канцлером.
Камило Понсе Энрикес, Рауль Клементе Уэрта, Карлос Гевара Морено, Хосе Рикардо Чирибога Вильягомес участвовали в президентских выборах при поддержке независимых либералов и социалистов, а также президента Веласко Ибарры и веласкистов в качестве тактического разделения голосов либералов. Это были последние выборы с независимым кандидатом.

## Результаты

### Президентские выборы
Камило Понсе Энрикес победил, получив 178 424 голоса; Рауль Клементе Уэрта получил — 175 378 голосов; Карлос Гевара Морено — 149 935, а Хосе Рикардо Чирибога — 110 686 голосов. Эусебио Масиас, независимый кандидат, который не смог получить законный статус для легализации своей кандидатуры, получил только 469 голосов. Камило Понсе Энрикес вступил на пост президента Эквадора 1 сентября 1956 года.
| Кандидат                             | Партия                                       | Голоса  | %    |
| ------------------------------------ | -------------------------------------------- | ------- | ---- |
| Камило Понсе Энрикес                 | Народный альянс                              | 178 424 | 29,0 |
| Рауль Клементе Уэрта                 | Национальный демократический фронт           | 175 378 | 28,6 |
| Карлос Гевара Морено                 | Соединение народных сил                      | 149 935 | 24,4 |
| Хосе Рикардо Чирибога Виллагомес     | Диссидентские груллы либералов и веласкистов | 110 686 | 18,0 |
| Эусебио Масиас                       | Независимый                                  | 469     | 0,0  |
| Всего                                | Всего                                        | 614 892 | 100  |
| Зарегистрированных избирателей/ Явка | Зарегистрированных избирателей/ Явка         | 836 955 |      |
| Источник: Nohlen                     |                                              |         |      |